# Бижанова, Гульнара Кадиржановна
Гульнара Кадиржановна Бижанова (каз. Гүлнара Қадыржанқызы Бижанова; 7 января 1969; Каражал, Карагандинская область, КазССР, СССР) — казахстанский политический деятель, депутат Мажилиса Парламента Республики Казахстан (с 2016).

## Биография
Родился 1 января 1969 года в городе Каражал Карагандинской области.
Образование
Карагандинский государственный университет имени Е. А. Букетова по специальности «Юрист правовед».
Карагандинский экономический университет Казпотребсоюза по специальности «Бакалавр финансист».
Высшая школа международного бизнеса, подготовка по программе «MBA - менеджмент-международный бизнес», с получением квалификационной степени «Мастер делового администрирования».
Степень магистра по направлению «Менеджмент», высшая степень комплаенс-офицера Международной организации IСA, (Великобритания).
Трудовая деятельность
С 1987 по 1990 год — младший продавец, продавец
С 1990 по 1992 год — главный специалист Ульяновского районного отдела социального обеспечения Карагандинской области.
С 1992 по 1998 год — заместитель заведующего Ульяновским районным отделом социального обеспечения, помощник прокурора Бухар-Жырауского района Карагандинской области
С 1998 по 2001 год — прокурор прокуратуры г. Караганды, прокурор Управления за законностью в социально-экономической сфере прокуратуры Карагандинской области
С 2001 по 2005 год — старший прокурор Управления по надзору за законностью в деятельности гос органов прокуратуры Карагандинской области
С 2005 по 2009 год — заместитель начальника Управления за законностью в деятельности гос органов прокуратуры Карагандинской области
С 2009 по 2010 год — старший прокурор отдела по надзору за применением законов в отношении несовершеннолетних департамента по надзору за законностью в социально-экономической сферы Генеральной прокуратуры РК
С 2010 по 2011 год — советник председателя правления ТОО «Корпорация «Казахмыс»
С 2011 по 2016 год — директор департамента правового контроля ТОО «Корпорация «Казахмыс»
С 24 марта 2016 года — депутат Мажилиса Парламента Республики Казахстан VI созыва от партии «Нур Отан», Член Комитета по законодательству и судебно-правовой реформе Мажилиса Парламента РК.

## Награды
- 2020 — Медаль «25 лет Конституции Республики Казахстан»
- 2018 — Медаль «Нотариат саласынақосқан үлесі үшін»
- 2018 — Медаль «Белсенді қызметі үшін» от партии «Нур Отан»
- 2017 — Медаль «За трудовое отличие»
- 2017 — Медаль «25 лет прокуратуре Республики Казахстан»
- 2016 — Медаль «25 лет независимости Республики Казахстан»[2]
- 2015 — Медаль «20 лет Конституции Республики Казахстан»
- 2014 — Медаль «Әділет органдары жүйесін дамытуға қосқан үлесі үшін»
- 2011 — Медаль «25 лет прокуратуре Республики Казахстан»
- 2006 — «Прокуратура озаты» 2 степени